# Reiderland
Reiderland és un antic municipi de la província de Groningen, al nord dels Països Baixos. L'1 de gener del 2009 tenia 6.971 habitants repartits sobre una superfície de 156,72 km² (dels quals 58,28 km² corresponen a aigua). L'u de gener de 2010 es va fusionar amb els municipis de Winschoten, i Scheemda en el nou municipi d'Oldambt.

## Nuclis de població
| Centre           | Població |
| ---------------- | -------- |
| Beerta           | 2.060    |
| Finsterwolde     | 1.760    |
| Bad Nieuweschans | 1.500    |
| Drieborg         | 330      |
| Ganzedijk        | 180      |
| Nieuw-Beerta     | 130      |
| Font: CBS        |          |

Altres nuclis són:
| - Beersterhoogen - Booneschans - Ekamp - Finsterwolderhamrik - Goldhoorn - Hamdijk - Hongerige Wolf | - Kostverloren - Kromme-Elleboog - Nieuwe Statenzijl - Oude Statenzijl - Oudedijk - Oudezijl - Ulsda |

## Administració i eleccions
| Municipals 2006  | Municipals 2006 | Municipals 2006 |
| ---------------- | --------------- | --------------- |
| Partiit          | %               | Regidors        |
| PvdA             | 38,1            | 5               |
| Gemeentebelangen | 20,4            | 3               |
| SP               | 19,0            | 3               |
| NCPN             | 18,3            | 2               |
| GroenLinks       | 4,3             | -               |
| Total            | 60,3            | 13              |

| Tweede Kamerverkiezingen | Tweede Kamerverkiezingen | Tweede Kamerverkiezingen | Tweede Kamerverkiezingen |
| ------------------------ | ------------------------ | ------------------------ | ------------------------ |
| Partit                   | 2003                     | 2006                     |                          |
| Partit                   | vots en %                |                          |                          |
| PvdA                     | 53,1                     | 42,7                     |                          |
| SP                       | 11,6                     | 30,4                     |                          |
| VVD                      | 8,6                      | 7,9                      |                          |
| CDA                      | 6,6                      | 6,4                      |                          |
| PVV                      | -                        | 3,9                      |                          |
| GroenLinks               | 3,9                      | 3,3                      |                          |
| Partit pels Animals      | 0,4                      | 2,5                      |                          |
| ChristenUnie             | 0,5                      | 1,2                      |                          |
| D66                      | 1,2                      | 0,5                      |                          |
| LPF                      | 5,1                      | 0,3                      |                          |
| SGP                      | 0,0                      | 0,2                      |                          |
| NCPN                     | 8,4                      | -                        |                          |
| Total                    | 76,0                     | 77,5                     |                          |